# Prášily
Prášily település Csehországban, a Klatovyi járásban. Prášily Modrava, Hartmanice, Srní, Železná Ruda, Čachrov és Lindberg településekkel határos. Lakosainak száma 157 fő (2024. január 1.).

## Népesség
A település lakosságának változását az alábbi diagram mutatja:
| Lakosok száma | 3397 | 5166 | 3365 | 328  | 188  | 131  | 157  | 156  | 146  | 157  |
|               | 1869 | 1890 | 1921 | 1950 | 1980 | 2001 | 2017 | 2019 | 2022 | 2024 |